# Liste der Monuments historiques in Kerpert
Die Liste der Monuments historiques in Kerpert führt die Monuments historiques in der französischen Gemeinde Kerpert auf.

## Liste der Bauwerke
| Bezeichnung                   | Beschreibung | Standort | Kennzeichnung | Schutzstatus | Datum | Bild           |
| ----------------------------- | ------------ | -------- | ------------- | ------------ | ----- | -------------- |
| Kirche St-Pierre              |              | (Lage)   | PA00089217    | Classé       | 1921  | weitere Bilder |
| Ehemaliges Kloster Notre-Dame |              | (Lage)   | PA00089216    | Inscrit      | 1964  | weitere Bilder |

## Liste der Objekte

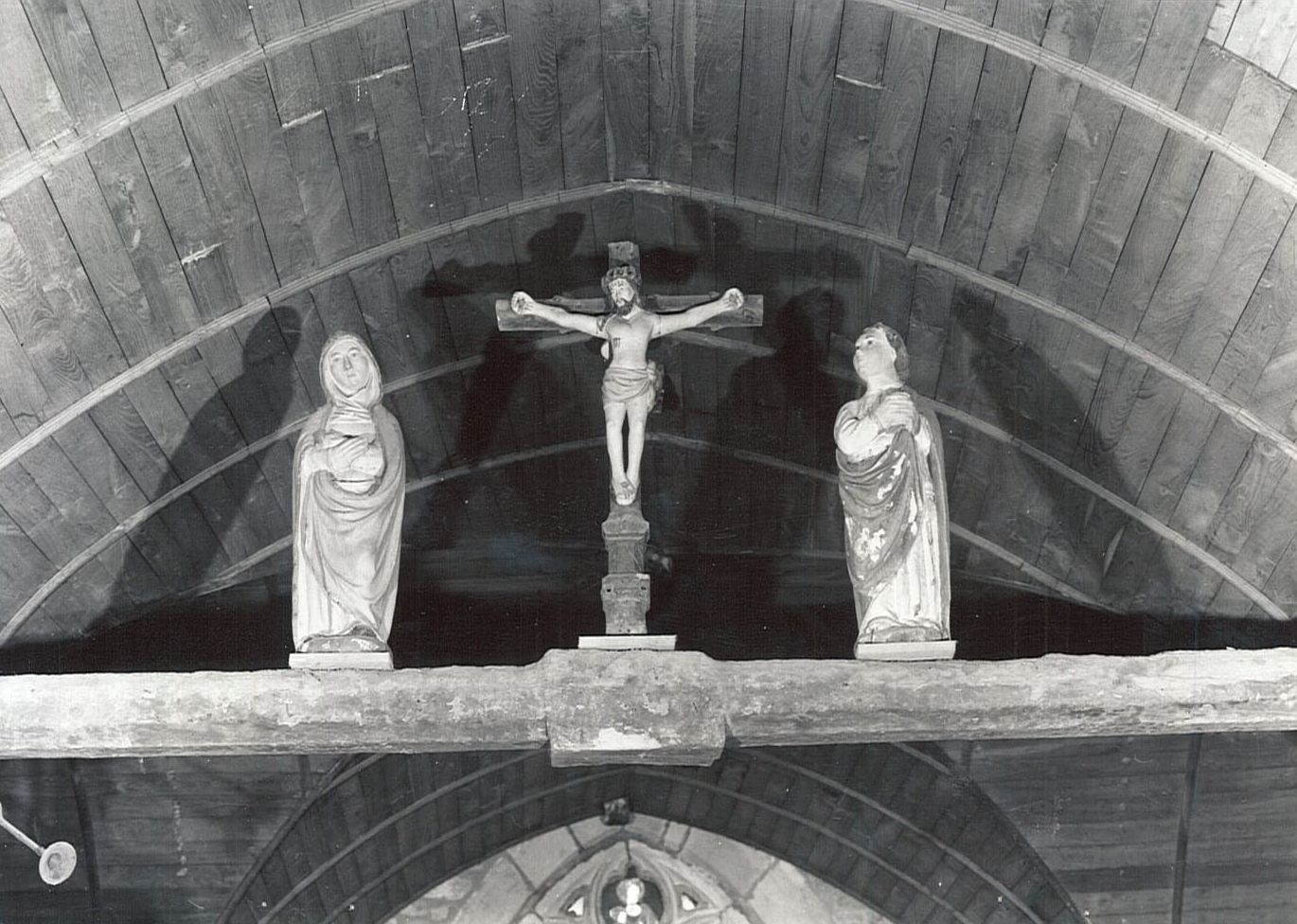
Kreuzigungsszene (16. Jahrhundert) auf dem Triumphbalken in der Kirche St-Pierre

- Monuments historiques (Objekte) in Kerpert in der Base Palissy des französischen Kultusministeriums